# Doug Aldrich
Doug Aldrich (Raleigh, 19 febbraio 1963) è un chitarrista heavy metal statunitense.
Ha militato in gruppi quali Whitesnake, Dio, Lion, Bad Moon Rising, Hurricane, House of Lords, Burning Rain, Revolution Saints e The Dead Daisies.
Aldrich è stato per anni endorser della Jackson Guitars. Ha utilizzato i loro Super Strat Dinky e Soloist, così come un personale modello costruito su misura dalla Seymour Duncan.

## Biografia
Aldrich cominciò a suonare la chitarra all'età di 11 anni dopo che sua sorella Jennifer gli fece ascoltare Jeff Beck. La sua prima chitarra fu un modello Les Paul comprato presso un centro Sears. Aldrich fece un provino per i Kiss. Non ottenne il posto nella band ma in quella stessa occasione incontrò Gene Simmons, con cui strinse una sincera amicizia durata nel corso degli anni. Aldrich è stato anche un insegnante di chitarra molto richiesto, per un periodo è arrivato ad avere oltre 70 studenti a settimana.

## Discografia
Da solista 
- 1994 - Highcentered
- 1997 - Electrovision
- 2001 - Alter Ego

 Con i Lion 
- 1986 - Power Love
- 1987 - Dangerous Attraction
- 1989 - Trouble in Angel City

 Con gli Hurricane 
- 1990 - Slave to the Thrill

 Con i House of Lords 
- 1990 - Sahara

 Con i Bad Moon Rising 
- 1991 - Bad Moon Rising
- 1993 - Blood
- 1995 - Opium for the Masses

 Con i Burning Rain 
- 2000 - Burning Rain
- 2001 - Pleasure to Burn
- 2013 - Epic Obsession
- 2019 - Face the Music

 Con i Dio 
- 2002 - Killing the Dragon
- 2005 - Evil or Divine: Live in New York City
- 2006 - Holy Diver Live

 Con i Whitesnake 
- 2006 - Live... In the Shadow of the Blues
- 2006 - Whitesnake: Live... In the Still of the Night
- 2008 - Good to Be Bad
- 2011 - Forevermore
- 2013 - Made in Japan
- 2013 - Made in Britain/The World Record

 Con i Revolution Saints 
- 2015 - Revolution Saints
- 2017 - Light in the Dark
- 2020 - Rise

 The Dead Daisies 
- 2016 - Make Some Noise
- 2017 - Live & Louder
- 2018 - Burn It Down
- 2019 - Locked and Loaded: The Covers Album
- 2021 - Holy Ground
- 2022 - Radiance

 Altri album 
- 1989 - One - Minoru Niihara
- 1989 - Cutting Air Act 1 - Air Pavilion
- 1997 - Windows - Mike Vescera Project
- 1998 - Ignition - Mark Boals
- 1999 - A Tribute To Early Van Halen - The Atomic Punks (Ralph Saenz)
- 1999 - Here Before - Stone
- 2000 - Mikazuki in Rock
- 2001 - Art of Mackin' - Ghetto Dynasty
- 2000 - Superhero & More... - Brian McKnight
- 2002 - (1989-2002) From There To Here - Brian McKnight
- 2003 - Wake The Nations - Ken Tamplin and Friends
- 2003 - Guitar Zeus 1 - Carmine Appice's Guitar Zeus
- 2003 - Sho（照）Twist Songs - Sera Masanori
- 2007 - Live for Tomorrow - Marco Mendoza
- 2007 - Jacaranda (Twist International) - Masanori Sera
- 2009 - Play My Game - Tim "Ripper" Owens
- 2009 - Spirit of Christmas - Northern Light Orchestra
- 2010 - Harder and Heavier - 60's British Invasion Goes Metal
- 2010 - Celebrate Christmas - Northern Light Orchestra
- 2011 - Oceana - Derek Sherinian
- 2013 - Artpop - Lady Gaga
- 2013 - Living Like a Runaway - Lita Ford
- 2013 - Lions & Lambs - Alex De Rosso
- 2014 - I'm Not Your Suicide - Michael Sweet
- 2014 - Songs from the Vault, Volume 2 - Raiding the Rock Vault
- 2017 - Star of the East - Northern Light Orchestra
- 2018 - Forever Warriors, Forever United - Doro Pesch
- 2019 - You're The Voice - The Planet Rock All Stars
- 2020 - Truth in Unity - Chris Catena's Rock City Tribe

 Tribute album 
- 1996 - Crossfire - A Salute to Stevie Ray Vaughan
- 1998 - Forever Mod: A Tribute to Rod Stewart
- 2000 - Little Guitars: A Tribute to Van Halen
- 2000 - Bat Head Soup: A Tribute to Ozzy
- 2000 - Metallic Assault: A Tribute to Metallica
- 2000 - Tie Your MIX Down: A Tribute to Queen
- 2001 - Stone Cold Queen: A Tribute
- 2002 - One Way Street - Let The Tribute Do The Talkin': A Tribute to Aerosmith
- 2004 - Spin the Bottle: An All-Star Tribute to Kiss
- 2004 - Metallic Attack: Metallica The Ultimate Tribute
- 2004 - We Salute You: A Tribute to AC/DC
- 2004 - Numbers from the Beast: An All Star Salute to Iron Maiden
- 2006 - An 80's Metal Tribute to Van Halen
- 2006 - Butchering the Beatles: A Headbashing Tribute to The Beatles
- 2006 - Flying High Again: Tribute to Ozzy Osbourne
- 2007 - Frankie Banali & Friends: Led Zeppelin Tribute - 24/7/365
- 2007 - The Omnibus Album: This Is Guitar Gods
- 2008 - Northern Light Orchestra: The Spirit of Christmas
- 2008 - We Wish You a Metal Xmas and a Headbanging New Year
- 2013 - A World with Heroes: KISS 40th Anniversary (Calling Dr. Love)
- 2013 - Thriller: A Metal Tribute to Michael Jackson
- 2014 - Ronnie James Dio - This Is Your Life
- 2014 - Super Tribute to Ozzy Osbourne:(Japanese Edition)
- 2015 - Immortal Randy Rhoads: The Ultimate Tribute

## Videografia
- 1997 - The Electro-Lesson / Guitar Instructional Video